# Burramyidae
Los burrámidos (Burramyidae) son una familia de pequeños marsupiales diprotodontos conocidos vulgarmente como zarigüeyas pigmeas. Son nativos de Australia y Nueva Guinea.

## Géneros y especies
- Género Burramys
  - Burramys parvus
  - Burramys wakefieldi (extinta)
  - Burramys tridactylus (extinta)
  - Burramys brutyi (extinta)
- Género Cercartetus
  - Cercartetus caudatus
  - Cercartetus concinnus
  - Cercartetus lepidus
  - Cercartetus nanus